# Chloroclystis inductata
Chloroclystis inductata là một loài bướm đêm trong họ Geometridae.

## Hình ảnh

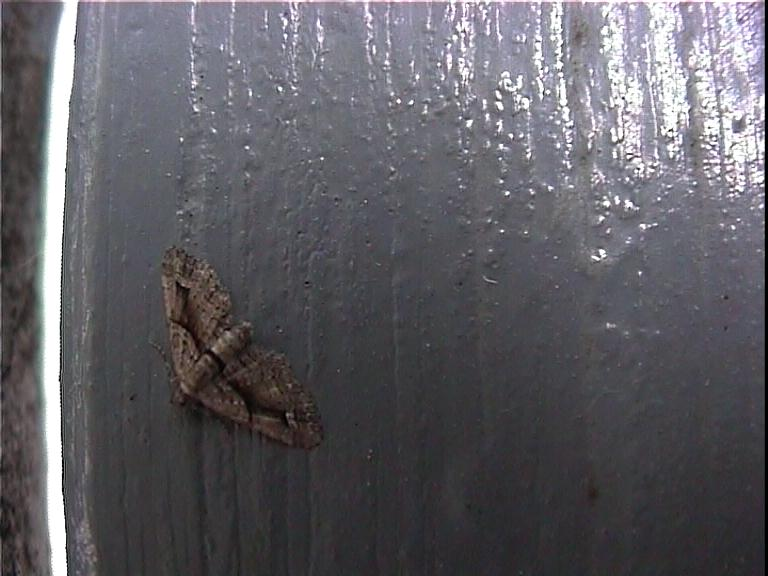